# Инфоцыгане
Инфоцыга́не — неполиткорректный термин, которым называют продавцов информационных продуктов с неочевидной ценностью. Чаще всего данным термином называют блогеров, психологов, бизнес-тренеров, коучей, мотиваторов, деятельность которых заключается в распространении информационных продуктов (курсов, тренингов, вебинаров, книг), не имеющих никаких подтверждений пользы или ценности, ради собственной выгоды. Инфоцыганством также называют вид мошенничества, при котором человек, представляясь успешным профессионалом, продаёт информационные продукты.
Инфоцыганами часто называют популярных блогеров, именующих себя коучами или инфобизнесменами, которые за плату обещают раскрыть секреты богатства и успеха. Вместо конкретных знаний они используют эзотерические или психологические практики, рассказывают, как быть уверенным в себе, как ставить цели или правильно загадывать желания. РБК утверждает, что информационные продукты инфоцыган состоят из информации, которую можно бесплатно найти в интернете. Как правило, большинство из них поверхностно владеют предметом или темой, а их суждения основаны на общеизвестных истинах и фактах, или попросту на своём мнении.
Термин «инфоцыгане» связан с этническим стереотипом о цыганах как манипуляторах, навязывающих жертве товар или услугу, которые ей не нужны, и за который нужно заплатить («позолотить ручку»). Термин критикуется как расистский и ксенофобский.
Явлению посвящён комедийный сериал «Миллионер из Балашихи» 2019 года режиссёра Никиты Татарова с Владимиром Канухиным в главной роли.

## История возникновения термина
История происхождения такого явления уходит в далекое прошлое и связана с «торговцами змеиным маслом», известными в англоязычном мире как snake oil salesmen. Эти персонажи продавали сомнительные лекарства, обещая их чудодейственное действие. В современном мире их аналогами стали «инфоцыгане» — лица, активно действующие в цифровом пространстве и распространяющие потенциально ложную или даже опасную информацию. Особое внимание они уделяют области образования, маскируясь под авторов очных и онлайн-курсов, и используя различные маркетинговые уловки для привлечения внимания и повышения продаж. Одним из основных маркеров определения «инфоцыган» является достижение быстрого результата — получение знаний и компетенций, увеличение дохода, создание бизнеса и тд.
Нельзя однозначно утверждать, кто является автором термина, но впервые его использование в рунете было датировано 2016 годом. Существует версия, по которой термин был придуман в сообществе продавцов информационных продуктов с целью стабилизации рынка информационных услуг, чтобы зайти на него стало сложнее. В будущем планировалась сегрегация при помощи государственных структур — они должны были делить сообщество на «инфобизнесменов» и «инфоцыган».
Одним из основателем инфоцыганства в России называют Андрея Парабеллума (Косырина) с его курсом «Коучинг на миллион» и его компанией «Инфобизнес2.ру». Также термин связывают с деятельностью в своё время популярной компании «Бизнес-молодость», существовавшей на рынке с 2010 по 2020 год, а также в связи с деятельностью компании «Лайк Центр» инфобизнесмена Аяза Шабутдинова, который организовал похожий на неё бизнес.
Российские СМИ называли Шабутдинова главным инфоцыганом России, в 2023 году он был привлечён к уголовной ответственности за мошенничество в особо крупном размере в составе организованной группы. На своих курсах Шабутдинов заявлял, что каждого ученика он может сделать миллионером и научит правильно зарабатывать.
В сети Интернет слово «инфоцыгане» стало популярным после выхода в 2021 году фильма Ксении Собчак «Как инфоцыгане продают воздух: разбираем схемы продаж и их курсы». В фильме Собчак подробно и на примерах рассказала о так называемых «прогревах» — контенте в соцсетях, который подталкивает человека к желанию купить продукт, и других приёмах инфоцыган. Однако через некоторое время Ксению Собчак обвинили в том, что она сама хочет заняться «инфоцыганством», а её фильм был предварительной подготовкой аудитории, «прогревом» — вскоре в её Instagram появилась информация о запуске собственного онлайн-курса, посвящённого эффективным коммуникациям и личному бренду.
В 2023 году СМИ сообщили об интересе правоохранительных органов России к деятельности нескольких десятков блогеров и опубликовали список, в который вошли фигуранты уголовных дел Аяз Шабутдинов, Елена Блиновская и Валерия Чекалина, а также Виктория Боня, Самира Мустафаева, Надин Серовски, Гоар Аветисян, Анастасия Миронова, Екатерина Усманова и Вероника Хацкевич, Регина Тодоренко, Егор Крид.
В исследовании технологической компании АО «Крибрум» сказано, что самыми популярными продуктами инфоцыганства в сети стали «Денежный марафон» Валерии Чекалиной, «Марафон желаний» Елены Блиновской, «Стратегии на миллион» Оксаны Самойловой, «Я выбираю тебя» Надин Серовски, «Мышление миллионера» Гусейна Гасанова.

## Сферы деятельности инфоцыган
Чаще всего деятельность инфоцыган ведётся в таких сферах, как фитнес, семейные отношения, психология и здоровье, соцсети и SMM, арбитраж трафика, выход на маркетплейсы, бизнес. Некоторые курсы посвящены «лечению» болезней. Блогер Елена Блиновская готовила к запуску курс, который, по её словам, поможет парам, которые не могут зачать ребёнка, она обещала каждому осуществить желание — получить недвижимость, забеременеть, излечиться от рака.
Эксперты выделили основные направления деятельности инфоцыган:
1. Бизнес и заработок денег. На таких курсах рассказывают, как без особых усилий и затрат заработать состояние[25].
2. Фитнес. Ведущие курсов учат, как быстро похудеть и накачать мышцы за короткий срок[25].
3. Эзотерика. Одна из обширных сфер: здесь предлагается приворот на человека, который не отвечает взаимностью, обещают связаться с духами, которые помогут предсказать будущее[25].
4. Личные отношения. Курсы обещают покупателям как можно быстрее найти любовь всей своей жизни или обрести популярность у представителей противоположного пола[25].
5. Психология. На таких курсах обещают как можно быстрее разобраться с личными проблемами за короткий срок[25].

Методы, используемые инфоцыганами для привлечения аудитории имеют глубокие исторические корни. Отмечается и влияние протестантского ответвления христианства, и трактаты о раннем социализме, в которым человеческие возможности возводились в абсолют.

## Ёмкость рынка и его оценки
В ноябре 2024 года общественный деятель Андрей Ковалёв заявил, что по его подсчётам на территории РФ действует около 150 000 "инфоцыган" и 900 000 астрологов. 

## Борьба с инфоцыганством
В мае 2023 года глава Следственного комитета РФ предложил обязать блогеров, продающих информационные услуги, подтверждать собственные компетенции и выработать критерии, позволяющие осуществлять данную деятельность на законодательном уровне.
В декабре 2023 года в Казахстане была запущена онлайн-петиция с требованием государственного регулирования и ответственности авторов информационных товаров и услуг.
Также в декабре 2023 года ФНС России получила указание о внеплановых проверках всех крупных блогеров, специализирующихся на продажах информационных услуг, с целью максимального «очищения» рынка от теневых доходов в данной сфере.
В феврале 2024 года в Госдуме России была создана рабочая группа по выработке законопроекта по урегулированию коммерческой деятельности блогеров и инфобизнесменов. 21 марта 2024 года депутаты Госдумы на заседании предложили ряд корректировок в КоАП и УК РФ, которые должны регулировать коммерческую деятельность блогеров.
В июле 2024 года в Госдуму была внесена законодательная инициатива, которая обязует продавцов информационных товаров и курсов проходить лицензирование, чтобы очистить рынок от мошенников.
В ноябре 2024 года президент Узбекистана подписал закон, ужесточающий контроль за деятельностью инфоцыган. Закон предусматривает ответственность за осуществление просветительской деятельности без соответствующей лицензии.

## В культуре
Инфоцыганству посвящён комедийный сериал «Миллионер из Балашихи» 2019 года режиссёра Никиты Татарова с Владимиром Канухиным в главной роли.

## Отношение к термину
В мае 2023 года президент России Владимир Путин согласился с предложением запретить в государственных средствах массовой информации термин «Инфоцыгане», в связи с тем, что оно «вызывает цыганофобию». Однако официального запрета на использование так и не было введено, а последующие уголовные дела и всплеск интереса к теме лишь увеличило количество упоминаний данного термина в СМИ.
В июле 2024 года депутат Госдумы Олег Матвейчев на круглом столе по вопросам семьи и брака использовал термин «инфоцыганская психология», отстаивая позицию, что на большое количество разводов в России влияют интернет-психологи, которые являются проводниками так называемой «новой этики».